# جزر العالم
جزر العالم هي مجموعة من الجزر الاصطناعية على شكل قارات العالم، تقع في مدينة دبي بدولة الإمارات العربية المتحدة، بدأ بناءها عام 2003، وتشتمل على 260 جزيرة صناعية، صغيرة وخصوصية، تقسم إلى أربعة أصناف هي: بيوت خصوصية، بيوت فخمة، منتجعات الأحلام وجزر مشتركة. كل جزيرة تراوح بين 250 و 900 الف قدم مربع حجماً، بالإضافة إلى 50 إلى 100 متر من ماء البحر بين كل جزيرة. تغطي جزر العالم مساحة 9 كيلومتر (5.4 ميل) طولاً و 6 كيلومتر (3.6 ميل) عرضاً، وتحيطها جزيرة طويلة يشكل تجويفها شكل بيضة تحميها من الماء. المواصلات البحرية والجوية هي الوسيلة الوحيدة للنقل بين الجزر.
تقع جزر العالم على بعد 4 كيلومتر من شاطئ الجميرا، قرب نخلة الجميرا، وبين برج العرب وميناء راشد. كل جزيرة تباع إلى مطوّرين خصوصيّين ويتوقع أن تكون الأسعار ابتداءً من 25 مليون درهم إماراتي (6.85 مليون دولار أمريكي)، للمشروع الذي كلف 6.6 مليار درهم إماراتي (1.8 مليار دولار أمريكي). شركة نخيل، الشركة التي تصنع الآن جزر النخيل، بدأت بصنع جزر العالم في نهاية عام 2007.

## المشروع
تتراوح مساحة الجزر في المشروع من 14000 إلى 42000 متر مربع (150.000 إلى 450.000 قدم مربع). متوسط المسافات بين الجزر 100 متر (330 قدمًا)؛ تم تشييدها من 321.000.000 متر مكعب (1.13 × 1010 قدم مكعب) من الرمال و 386 مليون طن من الصخور. صممه «كرييتف كينكدوم دبي»، وهي منطقة تبلغ مساحتها 6 × 9 كيلومترات (3.7 × 5.6 ميل) وتحيط بها جزيرة حاجز أمواج بيضاوية الشكل. تم إنشاء ما يقرب من 232 كم (144 ميل) من الخط الساحلي.  قدرت تكاليف التنمية الإجمالية في العالم بنحو 13 مليار دولار كندي في عام 2005.
يتكون الأرخبيل من سبع مجموعات من الجزر تمثل قارات أوروبا وأفريقيا وآسيا وأمريكا الشمالية وأمريكا الجنوبية والقارة القطبية الجنوبية وأوقيانوسيا. يتم تسمية كل جزيرة اصطناعية باسم الدولة التي تمثلها، أو المعلم، أو المنطقة مثل فرنسا، كاليفورنيا، جبل إيفرست، أستراليا، المكسيك الجديدة، أوبرنافيك، بيونس أيريس، نيويورك، المكسيك، سانت بطرسبرغ والهند.

## انظر أيضًا

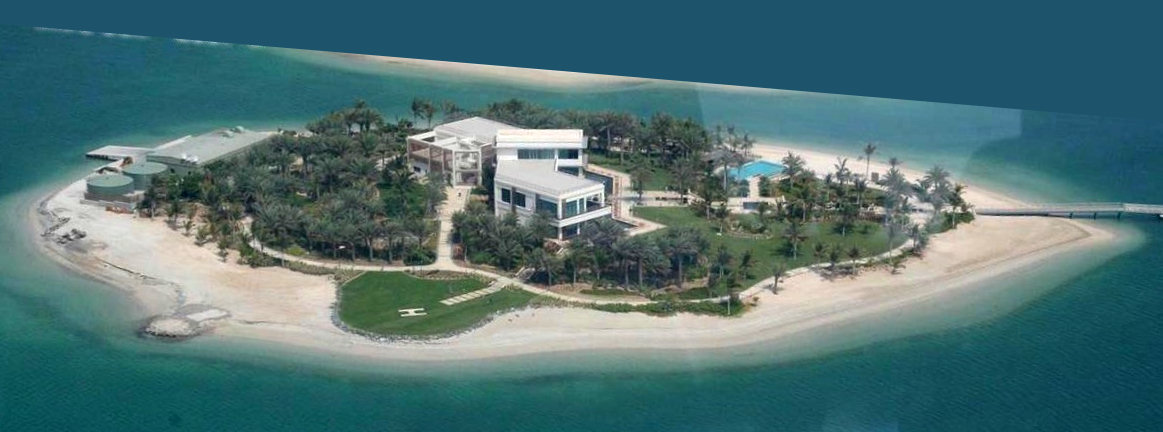
جزيرة مايكل شوماخر، سائق الفورمولا 1. تمثل هذه الجزيرة مثلا كاملا لأحدى الجزر المنتهية.

## وصلات خارجية
- الموقع الرسمي لجزر العالم.